# Wysszaja liga kirgiska w piłce nożnej (2001)
Wysszaja liga (2001) – 10. edycja najwyższej piłkarskiej klasy rozgrywkowej w Kirgistanie. Rozgrywki odbywają się systemem wiosna-jesień. Wzięło w nich udział 8 drużyn, grając systemem kołowym w 4 rundach. Tytuł obroniła drużyna SKA-PWO Biszkek. Tytuł króla strzelców zdobył Nurłan Rajabalijew, który w barwach klubu Dżasztyk-Ak-Ałtyn Karasuu strzelił 28 goli.
Przed sezonem zespoły Polot Biszkek, Dinamo-Manas-SKIF Biszkek oraz Semetej Kyzył-Kyja wycofały się z rozgrywek.

## Tabela końcowa
|   | Klub                      | M  | Z  | R | P  | Br+ | Br- | Pkt | Uwagi  |
| 1 | SKA-PWO Biszkek           | 28 | 20 | 6 | 2  | 73  | 15  | 66  | Mistrz |
| 2 | Dżasztyk-Ak-Ałtyn Karasuu | 28 | 17 | 6 | 5  | 82  | 41  | 57  |        |
| 3 | Dordoj Naryn              | 28 | 16 | 5 | 7  | 63  | 35  | 53  |        |
| 4 | Bakaj Karabałta           | 28 | 12 | 8 | 8  | 39  | 32  | 44  |        |
| 5 | Dinamo-Ałaj Osz           | 28 | 10 | 5 | 13 | 48  | 59  | 35  |        |
| 6 | Erkin Farm Biszkek        | 28 | 9  | 6 | 13 | 39  | 51  | 33  |        |
| 7 | Ekolog Biszkek            | 28 | 5  | 5 | 18 | 38  | 62  | 20  |        |
| 8 | Dinamo-KPK Dżalalabad     | 28 | 1  | 3 | 24 | 16  | 103 | 6   |        |